# 12681 Pevear
12681 Pevear eller 1981 UL29 är en asteroid i huvudbältet som upptäcktes den 24 oktober 1981 av den amerikanska astronomen Schelte J. Bus vid Palomar-observatoriet. Den är uppkallad efter Kristina Pevear.